# Џаспер (Арканзас)
Џаспер (енгл. Jasper) град је у америчкој савезној држави Арканзас.

## Демографија
По попису из 2010. године број становника је 466, што је 32 (-6,4%) становника мање него 2000. године.
| Група             | 2000.       | 2010.       |
| Белци             | 475 (95,4%) | 454 (97,4%) |
| Афроамериканци    | 0 (0,0%)    | 0 (0,0%)    |
| Азијати           | 0 (0,0%)    | 1 (0,2%)    |
| Хиспаноамериканци | 13 (2,6%)   | 5 (1,1%)    |
| Укупно            | 498         | 466         |